# Holly Marie Combs
Holly Marie Combs (San Diego, 1973. december 3. –) amerikai színésznő. 
Több filmben és tévésorozatban is feltűnt, igazán ismertté a Bűbájos boszorkák és a Kisvárosi rejtélyek című tévésorozatok főszereplőjeként vált. 1993 és 1995 között minden évben jutalmazták valamilyen kategóriában, a fiatal művészeknek járó díjjal.

## Fiatalkora
Holly Marie Combs néven született 1973. december 3-án a kaliforniai San Diegóban. Édesanyja, Lauralei Combs mindössze 14 éves volt, amikor várandós lett Hollyval. Bár szülei összeházasodtak, két évvel később el is váltak. A kislány édesanyjával maradt. Amikor Holly tízéves lett, New York-ba költöztek. Holly színjátszást tanult a Professional Children School-ban, ahol olyan tanárai voltak, mint Ernie Martin. Ezalatt Lauralei karriert épített, mint énekes- és színésznő.

## Pályafutása
Színészi karrierje tévéreklámokkal kezdődött, tízévesen. 1985-ben édesanyjával együtt tűnt fel a Walls of Glass című filmben.
Amikor 13 éves lett, rövid szerepet kapott az Amerikai négyes (1988) című filmben. 1989-ben a Született július 4-én és a New York-i történetek című filmekben, a következő években szappanoperákban (Vezérlő fény, As the World Turns) játszott.
Sok kisebb-nagyobb szerep után 1998-ban felajánlották neki a középső testvér, Piper Halliwell szerepét Aaron Spelling Bűbájos boszorkák című sorozatában. Úgy döntött, elvállalja, mert tetszett neki a forgatókönyv. Holly szerepéről, Piper-ről úgy nyilatkozott: "Piper sokkal megbízhatatlanabb, mint én, leginkább azért, mert túlreagálja a dolgokat. Nincs annyi energiám, hogy állandóan szeressem." Később a sorozat egyik producere is lett.
2010 és 2017 között Ella Montgomery szerepét alakította a Hazug csajok társasága című sorozatban.

## Magánélete
Los Angelesben él, hobbijai között szerepel a lovaglás és a kertészkedés. Az állatimádó színésznőnek számos háziállata van, de gyűjti az antik tárgyakat is.
1993-ban hozzáment  Bryan Travis Smith-hez, de 1997-ben elváltak. 2004. február 14-én David Donoho házastársa lett, akitől három gyermeke született: Finley Arthur (2004), Riley Edward (2006) és Kelley James (2009). Holly 2011. november 11-én beadta a válókeresetet. 
2016-tól Mike Ryannel járt, akivel 2019-ben házasságra is lépett.

## Filmográfia

### Film
| Év   | Eredeti cím                | Magyar cím                         | Szerep            |
| ---- | -------------------------- | ---------------------------------- | ----------------- |
| 1985 | Walls of Glass             |                                    | osztálytárs       |
| 1988 | Sweet Hearts Dance         | Amerikai négyes                    | Debs Boon         |
| 1989 | Born on the Fourth of July | Született július 4-én              | Jenny             |
| 1989 | New York Stories           | New York-i történetek              | jelmezbáli vendég |
| 1992 | Chain of Desire            |                                    | Diana             |
| 1992 | Dr. Giggles                | Dr. Giggles                        | Jennifer Campbell |
| 1992 | Simple Men                 | Egyszerű emberek                   | Kim               |
| 1995 | A Reason to Believe        | Az erőszak éjszakája               | Sharon            |
| 2001 | Ocean's Eleven             | Ocean’s Eleven – Tripla vagy semmi | önmaga            |

### Televízió
Sorozatok
| Év        | Eredeti cím         | Magyar cím             | Szerep           |
| --------- | ------------------- | ---------------------- | ---------------- |
| 1992-1996 | Picket Fences       | Kisvárosi rejtélyek    | Kimberly Brock   |
| 1997      | Relativity          |                        | Anne Pryce       |
| 1998-2006 | Charmed             | Bűbájos boszorkák      | Piper Halliwell  |
| 2009      | Mistresses          |                        | Jane Satterfield |
| 2010      | Pretty Little Liars | Hazug csajok társasága | Ella Montgomery  |

Tévéfilmek
| Év   | Eredeti cím                                    | Magyar cím        | Szerep          |
| ---- | ---------------------------------------------- | ----------------- | --------------- |
| 1994 | A Perfect Stranger                             | Váratlan szerelem | Amanda Hale     |
| 1996 | Sins of Silence                                | A hallgatás bűne  | Sophie DiMatteo |
| 1997 | Love's Deadly Triangle: The Texas Cadet Murder |                   | Diane Zamora    |
| 1997 | Our Mother's Murder                            | Anyánk gyilkosa   | Alex Morrell    |
| 2003 | See Jane Date                                  | Randi Jane-nel    | Natasha Nutley  |
| 2007 | Panic Button (Point of Entry)                  |                   | Kathy           |
| 2010 | House of Fear                                  | Tina Reeves       |                 |
| 2010 | Preacher                                       |                   |                 |